# Anna Hájková
Anna Hájková (geboren 27. September 1978 in Prag) ist eine tschechische und britische Historikerin mit dem Schwerpunkt europäische Geschichte des zwanzigsten Jahrhunderts. Sie forschte und publizierte zur jüdischen Alltagsgeschichte und zur queeren Geschichte des Holocaust. Seit 2013 lehrt sie an der britischen Universität Warwick.

## Leben und Forschung
Anna Hájková ist die Enkelin des tschechischen Historikers Miloš Hájek (1921–2016). Er war ein Unterzeichner der Charta 77 und ist ein Gerechter unter den Völkern. Ihre Großmutter, Alena Hájková (1924–2012), Historikerin und Gerechte unter den Völkern, forschte speziell über tschechische Juden im Widerstand gegen den Nationalsozialismus.
Von 1998 bis 2006 studierte Anna Hájková Neuere Geschichte mit den Nebenfächern Anglistik und Soziologie an der Humboldt-Universität zu Berlin und der Universität von Amsterdam. Mit der sozialhistorischen Studie Die Juden aus den Niederlanden im Ghetto Theresienstadt, 1943-1945 schloss sie ihr Magisterstudium bei Hartmut Kaelble ab. Sie erhielt mehrere Forschungsstipendien, darunter das Ben and Zelda Cohen Fellowship des Holocaust Memorial Museums. und das Leo Baeck Fellowship der Studienstiftung des Deutschen Volkes. Im akademischen Jahr 2006/07 war sie Doktorandin an der University of Pittsburgh. 2013 promovierte sie mit einem Stipendium der Fondation pour la Mémoire de la Shoah an der University of Toronto. Ihre Dissertation The Prisoner Society in Terezín Ghetto, 1941-1945, in der sie das Alltagsleben und die Selbstorganisation der inhaftierten Jüdinnen und Juden unterschiedlicher Nationalitäten im Ghetto Theresienstadt untersuchte, wurde mit dem Irma Rosenberg-Förderpreis für die Erforschung des Nationalsozialismus und 2014 dem Herbert-Steiner-Preis ausgezeichnet.
Zwischen 2013 und 2018 war sie Assistant Professor für Neuere Geschichte Europas an der Universität Warwick, anschließend bis 2023 Associate Professor. 2015/16 forschte sie, gefördert durch die Alexander von Humboldt-Stiftung, als Gastwissenschaftlerin am Historischen Seminar der Universität Erfurt zum Aufbau des Sozialismus in Zentraleuropa zwischen 1930 und 1970. Seit 2023 ist sie Direktorin des Centre for Global Jewish Studies der Universität Warwick.
Hájková publizierte zur queeren Geschichte des Holocaust, darunter über Fredy Hirsch. In ihrem 2021 erschienenen Buch Menschen ohne Geschichte sind Staub. Homophobie und Holocaust berichtet sie von vielen Beispielen queerer Beziehungen in der Lagergesellschaft. Sie engagiert sich für das Gedenken an lesbische Frauen, die im Nationalsozialismus verfolgt wurden.
Zu Hájkovás Verwendung des Begriffs »queer« schrieb die Historikerin Elissa Mailänder:  „Um der vermeintlichen Binarität zwischen Homosexualität und Heterosexualität kritisch zu begegnen, aber auch, um gleichgeschlechtliche Sexualität nicht als Identität festzuschreiben, greift die Historikerin bewusst auf die Begrifflichkeiten »queere« Menschen und »gleichgeschlechtliches Verhalten« zurück. […] Die Begriffe »homosexuell«, »schwul« oder »lesbisch« lässt Hájková jedoch dort stehen, wo sie sich mit Selbstidentifikation verbinden.“ Ihre Forschung sei konzeptionell wie theoretisch anspruchsvoll und habe konkrete gesellschaftspolitische Folgen: „Das Benennen von Homophobie innerhalb der historischen Lagergemeinschaften beziehungsweise nach 1945 in der Gemeinschaft der Überlebenden, aber auch innerhalb der historischen Zunft stößt auf massive Kritik und sorgt im Feuilleton immer wieder für Aufsehen.“
2021 veröffentlichte sie das Buch The Last Ghetto: An Everyday History of Theresienstadt, in der sie die Alltagsgeschichte des Lagers analysierte und forderte, hergebrachte Narrative („Meistererzählungen“) kritisch zu hinterfragen.

## Sonstiges Wirken
Von 2006 bis 2009 war Anna Hájková Mitherausgeberin der Jahrbücher Theresienstädter Studien und Dokumente. Sie ist die Vorsitzende des wissenschaftlichen Beirats der tschechischen Gesellschaft Společnost pro queer paměť (Gesellschaft für Queeres Gedächtnis) und assoziiertes Mitglied des Zentrums für Holocaust Studien und Jüdische Literatur an der Karls-Universität Prag.
2018 gründete sie mit dem Historiker Martin Šmok die Marie-Schmolková-Gesellschaft (Společnost Marie Schmolkové), die sich für die Anerkennung von Sozialarbeiterinnen im Holocaust einsetzt.
Zusammen mit der Regisseurin und Dramaturgin Erika Hughes entwickelte Hájková das dokumentarische Theaterstück The Amazing Life of Margot Heuman auf der Grundlage ihrer Gespräche mit Heumann, das 2021 Premiere auf dem Brighton’s Fringe Festival in Großbritannien hatte und 2022 im Jüdischen Museum Wien gezeigt wurde. Im Zentrum steht dabei das Leben der 2022 verstorbenen Margot Heumann, die als Zeitzeugin und Holocaustüberlebende über ihre Erlebnisse als lesbische Frau während der Verfolgung im Nationalsozialismus berichtet.

## Kontroverse
Die Tochter einer Holocaust-Überlebenden (gestorben 2010) reichte 2019 Klage wegen Veröffentlichungen von Hájková ein, in denen diese behauptet hatte, dass die Mutter der Klägerin, eine tschechische Jüdin, im Konzentrationslager Neuengamme ein lesbisches Verhältnis mit der SS-Aufseherin Anneliese Kohlmann gehabt haben könnte. Das Landgericht Frankfurt befand die Klage der Tochter teilweise für begründet. Hájkovás wissenschaftlichen Aufsatz nahm es davon ausdrücklich aus, sah aber in ihren Vortragsankündigungen einen „entstellenden Eingriff in das Lebensbild der Mutter“. Vor nachträglicher namentlichen Offenbarung einer angeblichen homosexuellen Beziehung schütze das postmortale Persönlichkeitsrecht. Im November 2020 entschied das Landgericht, Hájková müsse ein Ordnungsgeld von 4000 Euro zahlen, die Klägerin den Großteil der Verfahrenskosten.

## Auszeichnungen
- 2013: Catharine Stimpson Prize for Outstanding Feminist Scholarship für ihr Essay Sexual Barter in Times of Genocide: Negotiating the Sexual Economy of the Theresienstadt Ghetto[21][22]
- 2014: Irma Rosenberg-Förderpreis
- 2014: Herbert-Steiner-Preis
- 2020: Orpheus Iris Preis[23]

## Schriften (Auswahl)
Monografien
- Die letzten Berliner Veit Simons. Holocaust, Geschlecht und das Ende des deutsch-jüdischen Bürgertums, mit Maria von der Heydt, Hentrich & Hentrich, Berlin 2019, ISBN 978-3-95565-301-9.[24]
- Menschen ohne Geschichte sind Staub. Homophobie und Holocaust, (Reihe: Hirschfeld-Lectures; Bd. 14), Wallstein-Verlag, Göttingen 2021, ISBN 978-3-8353-3769-5.
- The Last Ghetto. An Everyday History of Theresienstadt. Oxford University Press Inc 2021, ISBN 978-0-19-005177-8. (englisch)

Buchbeiträge und Artikel
- Das Polizeiliche Durchgangslager Westerbork. In: Wolfgang Benz, Barbara Distel (Hrsg.): Terror im Westen. Nationalsozialistische Lager in den Niederlanden, Belgien und Luxemburg 1940–1945, Metropol Verlag, Berlin 2004, ISBN 978-3-936411-53-9, S. 217–248
- Strukturen weiblichen Verhaltens in Theresienstadt. In: Gisela Bock (Hrsg.): Genozid und Geschlecht. Jüdische Frauen im nationalsozialistischen Lagersystem. Campus-Verlag, Frankfurt a. M., New York 2005, ISBN 3-593-37730-6, S. 202–220
- Die fabelhaften Jungs aus Theresienstadt. Junge tschechische Männer als dominante soziale Elite im Theresienstädter Ghetto. In: Christoph Dieckmann, Babette Quinkert (Hrsg.): Im Ghetto 1939 - 1945. Neue Forschungen zu Alltag und Umfeld. Wallstein Verlag, Göttingen 2009, ISBN 978-3-8353-0510-6, S. 116–135
- Der Judenälteste und seine SS-Männer. Benjamin  Murmelstein und seine Beziehung zu Adolf Eichmann und Karl Rahm. In: Ronny Loewy, Katharina Rauschenberger (Hrsg.): „Der Letzte der Ungerechten“. Der „Judenälteste“ Benjamin Murmelstein in Filmen 1942 -1975. Campus-Verlag, Frankfurt a. M., New York 2011, ISBN 978-3-593-39491-6, S. 75–101
- Ältere deutsche Jüdinnen und Juden im Ghetto Theresienstadt. In: Beate Meyer (Hrsg.): Deutsche Jüdinnen und Juden in Ghettos und Lagern (1941-1945): Łodź, Chełmno, Minsk, Riga, Auschwitz, Theresienstadt, Metropol Verlag, Berlin 2017, ISBN 978-3-86331-314-2, S. 201–221
- Den Holocaust queer erzählen, in: Jahrbuch Sexualitäten 2018, hrsg. im Auftrag der Initiative Queer Nations von Janin Afken u. a., Wallstein Verlag, Göttingen 2018, ISBN 978-3-8353-4307-8, S. 86–110
- Queere Geschichte und der Holocaust, Aus Politik und Zeitgeschichte, Jg. 68, Nr. 38/39 2018, S. 42–47.
- Medicine in Theresienstadt. In: Social History of Medicine, Band 33, Ausgabe 1, Februar 2020, S. 79–105, doi:10.1093/shm/hky066
- Aus Prag nach San Francisco: Die unglaubliche Geschichte der lesbischen Widerstandskämpferin Irene Miller. In: Sabine Arend, Petra Frank (Hrsg.): Ravensbrück denken. Gedenk- und Erinnerungskultur im Spannungsfeld von Gegenwart und Zukunft. Festschrift zum Abschied von Insa Eschebach als Leiterin der Mahn- und Gedenkstätte Ravensbrück, Metropol Verlag, Berlin 2020, ISBN 978-3-86331-539-9, S. 82–91.

Herausgabe
- Alltag im Holocaust. Jüdisches Leben im Großdeutschen Reich 1941-1945. Hrsg. zus. mit Doris Bergen, Andrea Löw, Oldenbourg Verlag (=Schriftenreihe der Vierteljahrshefte für Zeitgeschichte Band. 106), München 2013, ISBN 978-3-486-70948-3.